# Jessica Polfjärd

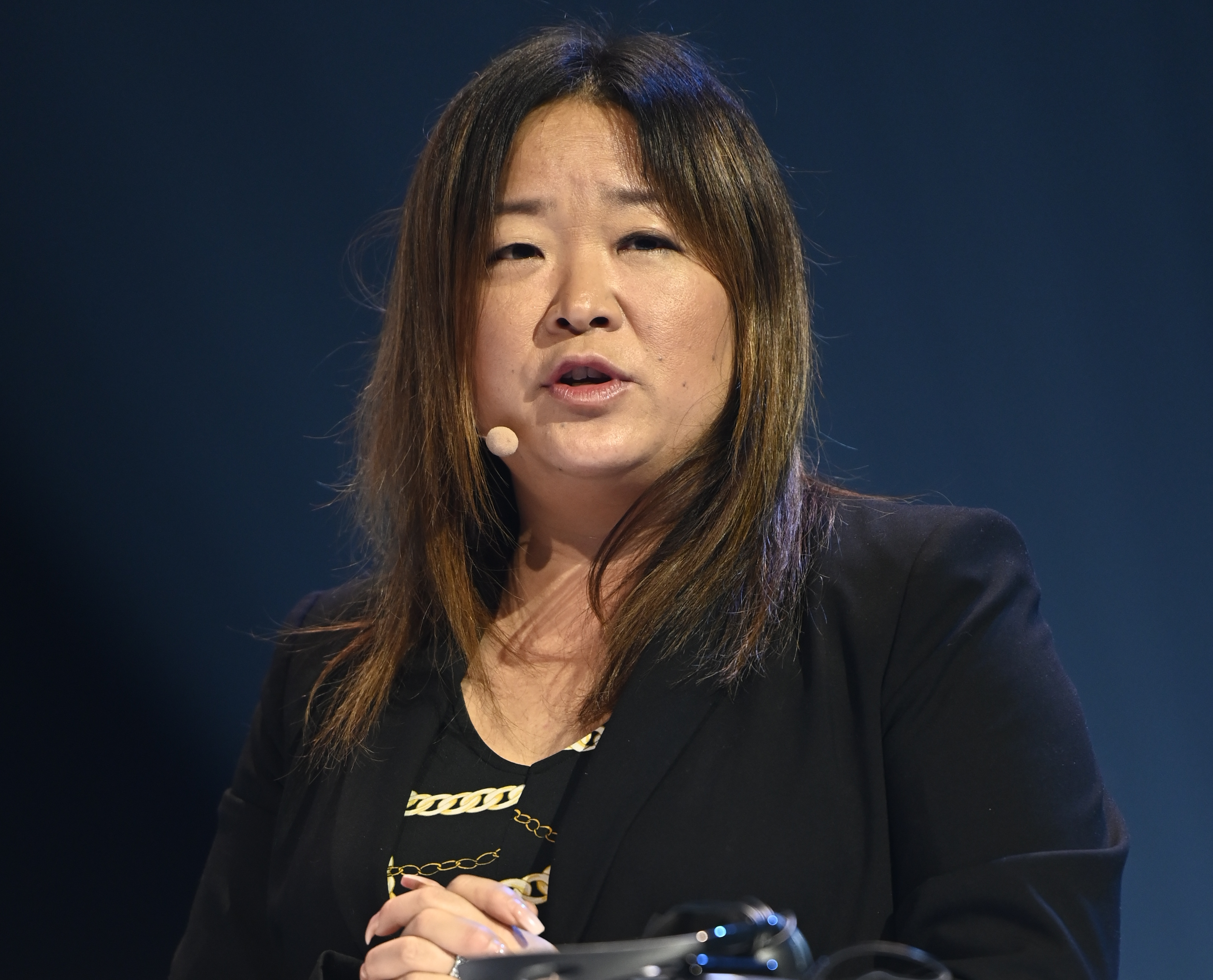
Jessica Polfjärd (2019)

Jessica Susanne Zindalai Polfjärd (geboren am 27. Mai 1971 in Südkorea) ist eine schwedische Politikerin (Moderaterna). Polfjärd war über vier Legislaturperioden Mitglied des schwedischen Reichstags, seit der Europawahl 2019 ist sie Mitglied des Europäischen Parlaments als Teil der EVP-Fraktion.

## Leben
Jessica Polfjärd wurde am 27. Mai 1971 in Südkorea geboren und wurde im Alter von neun Monaten adoptiert, ihr koreanischer Name ist Zindalai Kim.  Polfjärd wuchs in Västerås auf.
Bei den Reichstagswahlen 2006 kam Polfjärd erstmals für die Moderaterna ins Parlament, sie gewann ein Mandat im Wahlkreis Västmanland. Zunächst war sie Mitglied im Ausschuss für Erziehung und stellvertretendes Mitglied im Steuerausschuss. Bei den Wahlen 2010 verteidigte sie ihr Mandat und wechselte in die Ausschüsse für Wirtschaft sowie in den Ausschuss für Soziales. Auch 2014 verteidigte sie ihr Mandat und wurde Mitglied des Ausschusses für Auswärtige Angelegenheiten sowie des Reichstagspräsidiums. Von 2015 bis 2017 übernahm sie den Vorsitz der Moderaterna-Fraktion im Reichstag, ab 2017 war sie stellvertretendes Vorsitzende des Arbeitsausschusses. Bei der Reichstagswahl 2018 zog sie erneut ein.
Für die Europawahl 2019 nominierte die Moderaterna Polfjärd für den zweiten Listenplatz. Ihre Partei konnte Stimmen zugewinnen (plus 3,2 Prozent) und gewann vier der 20 schwedischen Mandate, sodass Polfjärd direkt einziehen konnte. Zusammen mit ihren Parteikolleginnen und -kollegen trat sie der christdemokratischen EVP-Fraktion bei. Für die Fraktion ist sie Mitglied im Ausschuss für Umweltfragen, öffentliche Gesundheit und Lebensmittelsicherheit. Des Weiteren ist sie stellvertretendes Mitglied im Ausschuss für Wirtschaft und Währung und seit Oktober 2020 auch im Ausschuss für Beschäftigung und soziale Angelegenheiten.